# Homoeographa
Homoeographa is een geslacht van vlinders van de familie snuitmotten (Pyralidae), uit de onderfamilie Phycitinae.

## Soorten
- H. lamceolella Ragonot, 1888
- H. mexicana Neunzig, 1994